# بردفورد (ماساچوست)

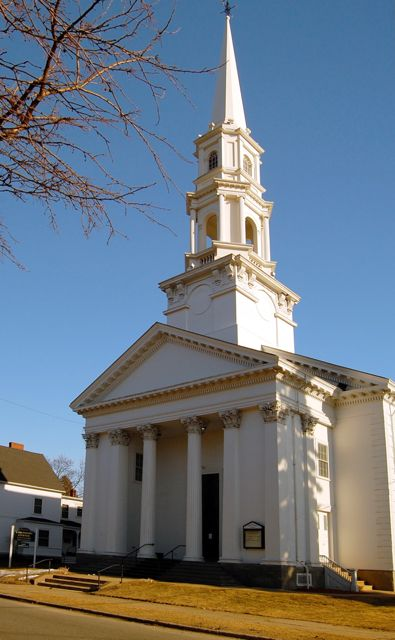

بردفورد، ماساچوست (انگلیسی: Bradford, Massachusetts) یک روستا در ایالات متحده آمریکا است که در شهرستان اسکس، ماساچوست واقع شده‌است.

## خصوصیات
بردفورد ۱۳٬۴۱۶ نفر جمعیت دارد.